# Paracoccus nothofagi
Paracoccus nothofagi är en insektsart som beskrevs av Williams 1985. Paracoccus nothofagi ingår i släktet Paracoccus och familjen ullsköldlöss. Inga underarter finns listade i Catalogue of Life.